# Verbascum songaricum
Verbascum songaricum är en flenörtsväxtart. Verbascum songaricum ingår i släktet kungsljus, och familjen flenörtsväxter.

## Underarter
Arten delas in i följande underarter:
- V. s. songaricum
- V. s. subdecurrens